# Konstanty Sacewicz
Konstanty Sacewicz (ur. 21 maja 1912, zm. 14 marca 1994) – polski duchowny protestancki, czołowy przywódca Zjednoczenia Kościołów Chrystusowych Wyznania Ewangelicznego w Polsce (ZKCh), a następnie duchowny Zjednoczonego Kościoła Ewangelicznego w PRL (ZKE), prezes Rady (zwierzchnik) ZKE w latach 1975-1981, u schyłku życia duchowny Kościoła Zborów Chrystusowych. 

## Młodość
Wychował się w Kobryniu w ówczesnym województwie poleskim. Nawrócenie przeżył w wieku 12 lat za sprawą działalności misyjnej swojego starszego brata Jerzego Sacewicza i 16 lipca 1933 przyjął świadomy chrzest przez zanurzenie. Od 1937 mieszkał w Sosnowcu, dokąd przeprowadził się do pracy w jednej z tamtejszych fabryk (późniejsza huta „Milowice”). Tam też włączył się do pracy tamtejszego zboru baptystycznego przy ul. Orlej, nie przyjmując jednak formalnego członkostwa we wspólnocie. 
W czasie II wojny światowej, Sacewiczowie pozostali w Sosnowcu, gdzie pomimo zakazu władz okupacyjnych, organizowali od stycznia 1941, tajne nabożeństwa w języku polskim, w swoim mieszkaniu przy ul. Jasnej (obecnie ul. Kazimierza Warneńczyka). 

## Działalność w okresie Polski Ludowej
Po wojnie był liderem Zjednoczenia Kościołów Chrystusowych Wyznania Ewangelicznego w Polsce (ZKCh) w Sosnowcu i razem z wiernymi organizował odbudowę życia religijnego na tym terenie. 20 września 1950 Sacewicz został aresztowany przez Urząd Bezpieczeństwa, podczas kuracji w Kudowie Zdroju. Było to efektem szeroko zakrojonej akcji wymierzonej w działaczy większości Kościołów ewangelikalnych w Polsce. Aresztowano wówczas wszystkich członków Rady Naczelnej ZKCh w tym między innymi prezesa Jerzego Sacewicza, brata Konstantego oraz wiceprezesa Bolesława Winnika i skarbnika Mikołaja Korniluka. W ramach akcji starano się wykazać szpiegowską i antypaństwową działalność członków Kościoła. W więzieniu Konstanty Sacewicz przebywał przez 6 miesięcy. W tym okresie ciężar odpowiedzialności za Zbór w Sosnowcu wzięła na siebie jego żona, Ksenia Sacewiczowa. Jednocześnie władzę w Kościele pod nieobecność prezesa ZKCh Jerzego Sacewicza przejął Paweł Bajeński, który po wyjściu z więzienia doprowadził do zwołania konferencji braterskiej w Inowrocławiu, gdzie wybrano następnie nowy zarząd Kościoła. Nowym prezesem został Paweł Bajeński, a sekretarzem Konstanty Sacewicz. Następnie doszło do włączenia ZKCh w struktury Zjednoczonego Kościoła Ewangelicznego w PRL. W 1975, decyzją VIII Synodu Zjednoczonego Kościoła Ewangelicznego Konstanty Sacewicz został prezesem Rady ZKE, zastępując na tym stanowisku Stanisława Krakiewicza. Sacewicz funkcję prezesa piastował przez dwie kadencje do 1981.

## Schyłek życia
Po rozpadzie ZKE był duchownym Kościoła Zborów Chrystusowych.

## Sytuacja rodzinna
Był bratem Jerzego Sacewicza. 12 maja 1935 ożenił się z Ksenią Kraczyną. Miał adoptowanego w latach 40. XX wieku syna Henryka Rother-Sacewicza.